# أليخاندرو بيتس
أليخاندرو بيتس (بالإسبانية: Alexander Betts) هو ناشط سياسي ومؤرخ أرجنتيني، ولد في 28 أكتوبر 1947 في ستانلي في الأرجنتين.